# Tanzmedizin
Tanzmedizin ist Sportmedizin für Tänzer, die mehr beinhaltet als Orthopädie und sich unter anderem auch um kardiovaskuläre Aspekte, Psyche und Ernährung kümmert. Sie dient der Prävention und Therapie typischer Tanzverletzungen und Dauerschäden. Das Wiedererlangen der vollständigen Funktionsfähigkeit nach einer Verletzung steht dabei im Vordergrund.

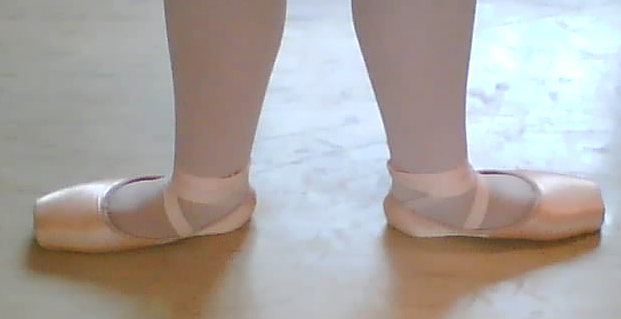
Fehlbelastungen im Tanz sind häufige Ursache gesundheitlicher Probleme

## Thematik
Tänzer nutzen ihren Körper als Werkzeug für den Tanz. Ausdrucksvoller Tanz ist nur möglich, wenn dieses Werkzeug funktioniert. Tanzmedizin bietet dem Tänzer die Basis, diese Funktionalität aufrechtzuerhalten, indem sie ihm zum einen das Wissen um die funktionellen Zusammenhänge vermittelt und zum anderen die Methoden zur Verfügung stellt, gestörte Funktionalität wiederherzustellen sowie die Ursachen der Funktionsstörungen zu erkennen und effektiv zu behandeln. Davon ausgehend ist ein wichtiges Tätigkeitsfeld der Tanzmediziner die Vermittlung von tanzmedizinischem Wissen an Tänzer und Tanzpädagogen. Tanzmediziner werden beratend tätig, wenn es darum geht, die Eignung des Körpers für professionellen Tanz zu beurteilen. Den hohen Anforderungen, die der Beruf des Tänzers an den Körper stellt, ist nicht jeder gesunde Körper gewachsen und ein Missverhältnis zwischen den körperlichen Voraussetzungen und den Anforderungen bildet die Basis für dauerhafte gesundheitliche Probleme von Tänzern.

## Typische Berufskrankheiten bei Tänzern

### Im klassischen Ballett
- chronische Verletzungen und Überlastungen des Physikalischen Apparats besonders der Füße (Spitzentanz), Knie, Hüfte (Auswärtsdrehung) und des unteren Rückens.
- niedriger Blutdruck; Tanzen verlangsamt den Stoffwechsel. Die Leistung besteht aus Leistungsspitzen unterbrochen von Pausen.
- Druckschädigung von Nerven an der Innenseite des Fußes (Tarsaltunnelsyndrom) mit Kribbeln, Gefühlsstörungen und Muskelschwäche; Ursache ist eine verstärkte Kippung auf die Fußinnenseite bei forciertem „en dehors“ (Auswärts). Auch zu enge Schuhe und Schuhbänder können durch Druck ein Tarsaltunnelsyndrom auslösen. „Kleine Füße“ werden vielerorts immer noch als anzustrebendes Ideal betrachtet, so dass Tänzerinnen oft von der Kindheit an in zu kleinen, abschnürenden Schuhen tanzen.

### Im Zeitgenössischen Bühnentanz (Ballett Modern, Contemporary)
Je nach Stilrichtung des modernen Tanzes unterscheiden sich Trainingsbedingungen, Belastungen und damit auch die typischen Erkrankungen der Tänzer. Je nach Stilart müssen akrobatische Elemente, Falltechniken oder Krafttraining der Arme gesondert trainiert werden.
- „Verstauchung“ des Sprunggelenkes (Supinationstrauma);
- Frakturen von Zehen und Mittelfuß durch das Barfuß-Tanzen;
- akute Verletzungen der Knie, insbesondere Zerrungen und Zerreißungen der Seitenbänder, Kreuzbandverletzungen und Meniskusrisse oder -quetschungen.
- Blockaden der Wirbelsäule in allen Bereichen durch schwingende, ungeführte und nicht ausreichend muskulär kontrollierte Bewegungen;
- chronische Verletzungen und Überlastungen der Füße, Knie, Hüfte (s. o.), aber auch des gesamten Rückens sowie der Schultern und Handgelenke.

### Im Jazz- und Showdance
- „Verstauchung“ des Sprunggelenkes (Supinationstrauma);
- Muskelverletzungen besonders im Rückenbereich, im Ober- und Unterschenkel;
- Chronische Überlastungen der Knie (z. B. Reizungen des Kapsel-Band-Systems), des unteren Rückens und der Schultern.

### Im Stepptanz  (Tap-Dance)
Gesteppt wird auf verhältnismäßig harten Böden, um den gewünschten Klang zu erzeugen. Die Tanztechnik erfordert eine beständige Entlastung der Ferse. Entgegen der weit verbreiteten Meinung ist dagegen ein ständiges Hochziehen der Fußspitze in die Flexposition nicht erforderlich, sondern sogar behindernd für eine flexible und professionelle Stepptechnik. Vielmehr hängt der Fuß im unbelasteten Bein locker im Fußgelenk. Die Technik wird zu 90 Prozent aus der Hüfte, bzw. dem Knie initiiert. Dies ermöglicht lockere, isolierte Bewegungen aus dem Fuß und Sprunggelenk. Dabei werden Füße und Beine einer besonderen Belastung ausgesetzt. Die Folgen sind
- Achillessehnenreizung; durch das ständige Arbeiten auf dem Ballen überlastet die Wadenmuskulatur und die Achillessehne.
- Reizung der Mittelfußknochen; Durch den harten Böden kann das Fußquergewölbe überstrapaziert werden. Die physiologische Fußform verändert sich und die Hauptbelastung verlagert sich. Folge ist ein (erworbener) Senkfuß, auch Ermüdungsbrüche der Mittelfußknochen („Marschfrakturen“) kommen vor.
- Überlastungen der Knie mit relativ früh einsetzenden Knorpelschäden durch wiederholte Stauchungsbelastung.

## Körperliche Voraussetzungen für professionellen Tanz

### Hüfte

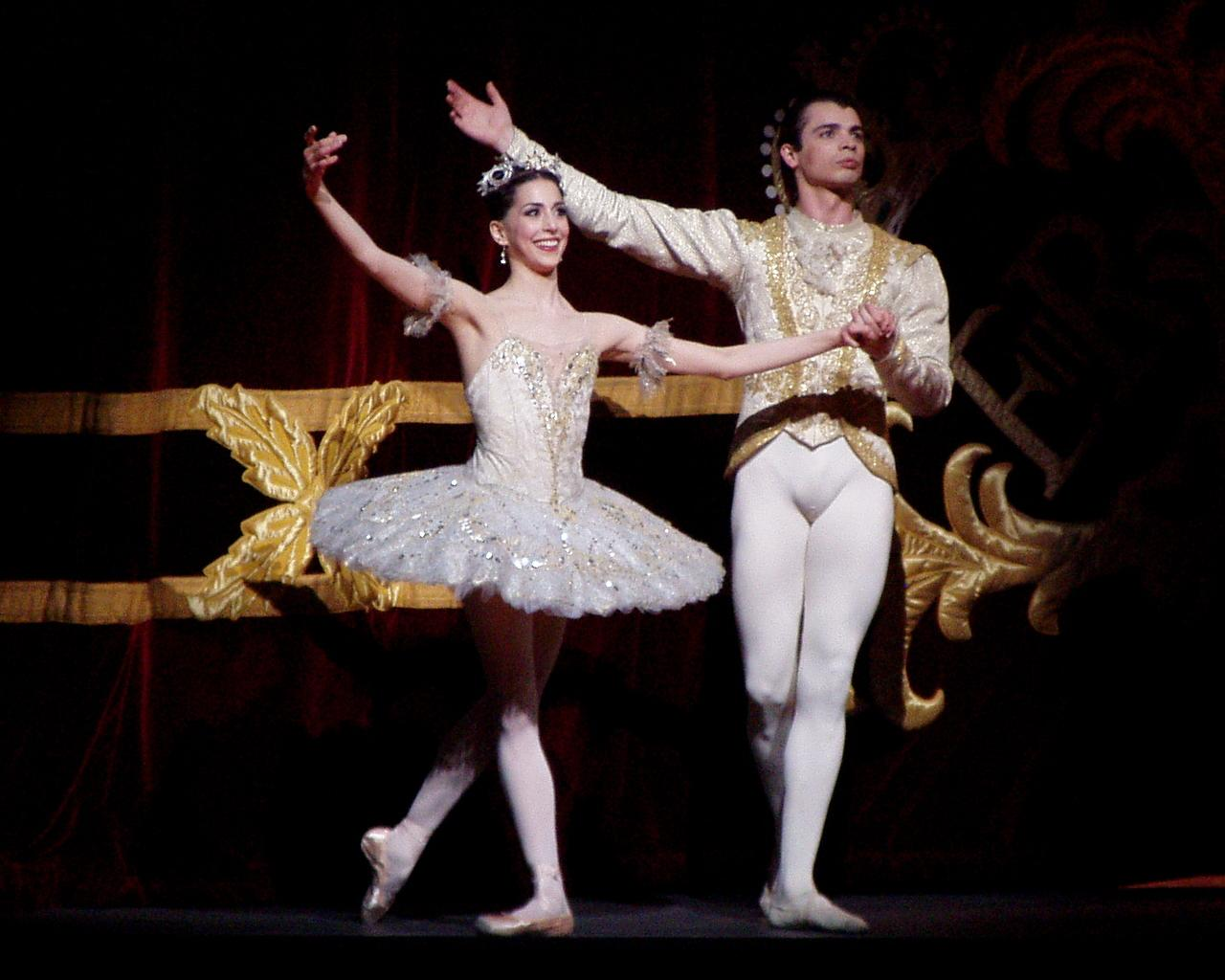
en dehors (Auswärts) im Klassischen Tanz

Tänzer benötigen eine außergewöhnliche Beweglichkeit im Hüftgelenk. Die Flexibilität des Gelenks muss in alle Richtungen deutlich über dem normalen Bewegungsradius liegen. Die Ausdrehung der Beine (en dehors), auch Auswärts genannt, ist in fast allen Tanzstilen vertreten. Im klassischen Ballett ist ein ausreichendes „en dehors“ für die saubere Durchführung der Bewegungen wichtige Voraussetzung.
Die Außenrotation des Beines wird wesentlich von der Außenrotationsfähigkeit der Hüfte bestimmt. Die Rotation des Unterschenkels gegenüber dem Oberschenkel im Knie ist anatomisch deutlich enger begrenzt (nach außen ca. 20°, nach innen ca. 10°) und auch durch frühes Training nur wenig zu beeinflussen. Ein forciertes Training dieser Beweglichkeit ist nicht sinnvoll, da es im Falle des Erfolges zu einem deutlichen Stabilitätsverlust im Knie führen würde.
Die Außenrotation im Hüftgelenk ist von mehreren Faktoren abhängig:
- „Entscheidend für die Auswärtsdrehung des Hüftgelenks sind die Achsen und Winkel des hüftgelenknahen Endes der Oberschenkelknochen, des Schenkelhalses.“[2] Ausrichtung und Tiefe der Gelenkpfanne sowie die Stellung des Gelenkkopfes spielen ebenfalls eine Rolle. Der Antetorsionswinkel (das Winkelmaß in der horizontalen Ebene zwischen Schenkelhals und Oberschenkelknochen) entscheidet maßgeblich über die Größe des „en dehors“. Dieser Winkel liegt im Durchschnitt bei ca. 13 Grad. Je kleiner er ist, desto größer die angeborene Ausdrehfähigkeit.
- Zahlreiche Bänder stabilisieren und schützen das Hüftgelenk und schränken so auch dessen Beweglichkeit ein. Das stärkste Band des Körpers, das Ligamentum iliofemorale („Darmbeinschenkelband“) (auch Y-Band genannt), befindet sich an der Vorderseite des Hüftgelenks. Ein Teil dieses Bandes spannt sich bei der Außenrotation und begrenzt so das „en dehors“. Durch frühen Trainingsbeginn kann dieses Band noch an Elastizität gewinnen und das Auswärts kann deutlich vergrößert werden. Mit Ende der Pubertät ist die Beeinflussbarkeit abgeschlossen.
- Viele Muskeln sind an der Bewegung im Hüftgelenk beteiligt. Hilfreich ist es, die Antagonisten der außenrotierenden Muskulatur aktiv zu entspannen. So wird das „en dehors“ bis an die vom Knochenbau und der Bandstruktur vorgegebenen Grenzen trainiert. Nach der Pubertät ist dies der wichtigste Mechanismus zur Verbesserung des Auswärts.

Bestimmung des Auswärts: Der zu Untersuchende liegt auf dem Bauch, streckt beide Beine aus, Knie parallel. Ein Knie (Testseite) wird im rechten Winkel gebeugt. Der gesuchte Winkel ist zwischen einer Senkrechten über dem Knie und dem Unterschenkel zu messen. Das Becken des Tänzers darf sich nicht vom Boden lösen und es darf keine Rotation aus dem Kniegelenk erfolgen. Ab mindestens 60° Außenrotation in der Hüfte ist der Untersuchte gut für klassischen Tanz geeignet.

### Kniegelenk
Durch die Überstreckung des Knies (10° bis 15°) wird eine gewünschte, ästhetische Linie erzeugt. Die Beinachse ist aber gerade, die Überstreckung ist nur seitlich sichtbar. Überstreckbare Knie sind angeboren, seltener durch bereits frühkindliches Training (Artistenfamilien) erworben. Oft sind sie auch Zeichen einer allgemeinen Hypermobilität. Ab etwa 15° und mehr im Standbein entsteht eine Instabilität, das Knie wird übermäßig belastet vor allem in Menisken, Kreuzbändern und den hinteren Muskel- und Sehnenansätzen. Die Balance geht verloren, die Betroffenen „hängen“ in den überstreckten Knien. Die 1. und 5. Tanzposition können nur noch mit gebeugten Beinen ausgeführt werden.

### Fuß
Der Fuß ist nicht nur die Grundlage im Tanz – in vielen Stilrichtungen trifft ihn besondere Aufmerksamkeit, da er die ästhetische Beinlinie verlängert. Als ideal gilt ein möglichst hoher Fußrücken (Spann), der zusammen mit ausgeformten Waden oder überstreckten Kniegelenken eine Sinuskurve bildet, in deren Scheitelpunkt die möglichst schlanken Fesseln liegen. Manche Füße weisen bereits im ungestreckten Zustand einen hohen Spann auf, andere erreichen diesen durch Überstrecken des Sprunggelenks, wobei sich der Fußrücken weit nach außen wölbt und dadurch hoch erscheint. Insbesondere der Spitzentanz und „relevé“ („auf den Fußballen“, „halbe Spitze“) fordern eine große Beweglichkeit des Fußes in all seinen Gelenken und einen hohen Spann. Nur so ist es möglich, Mittelfußknöchelchen, Sprungbein und Unterschenkelknochen in eine Linie zu bringen. Der „ideale“ Tänzerfuß hat aber nicht nur ästhetisch, sondern auch präventiv große Bedeutung. Eine gar zu große Beweglichkeit in Verbindung mit einem schwach ausgeprägten Fußgelenk/Spann kann sich negativ auswirken, weil sich ein solcher Fuß schlecht stabilisieren lässt und zum Umknicken neigt. Auch der im Tanz häufig bevorzugte Hohlfuß ist wegen der geringeren Stabilität und der Tendenz zu frühzeitigem Bewegungsverlust nur bedingt geeignet. Die Muskelkraft der kleinen Fußmuskeln sowie die bleibende Mobilität des Mittelfußes und der Fußwurzel sind besonders wichtig.

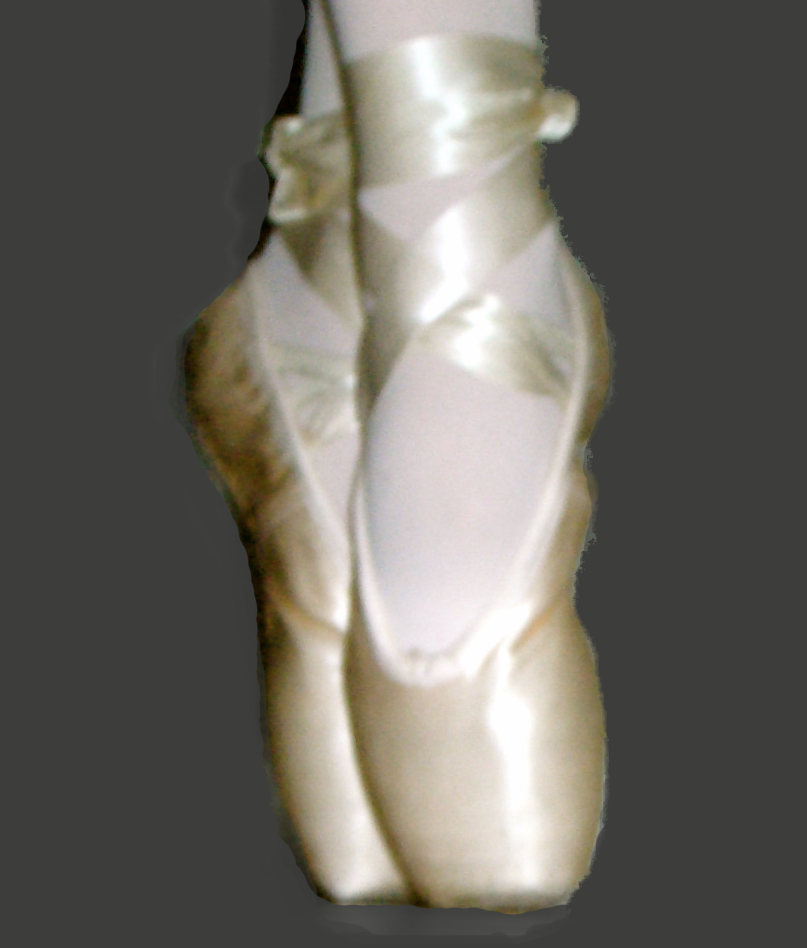
Der Fuß bildet die Verlängerung der Beinachse

Die Beweglichkeit und Form des Fußes sind hauptsächlich genetisch festgelegt. Nur durch frühzeitiges und korrektes Training können sie verbessert und verändert werden. Beweglichkeitstraining sollte nie ohne zusätzliches Stabilitätstraining geübt werden. Denn nur
ein flexibler und kräftiger Fuß ist den Anforderungen des Tanzes gewachsen.
- Die Beweglichkeit im oberen Sprunggelenk kann durch ein koordinatives Training in geringem Maße verbessert werden. Diese Bewegungsschulung verbessert auch Vorfälle von ungewolltem Umknicken.
- Die Mobilität im Fußwurzelbereich ist durch straffe Bandstrukturen limitiert und nur in der Kindheit und frühen Jugend durch geeignete Eigen- und Fremdmobilisation zu verbessern.
- Das Großzehengrundgelenk wird in seiner Beweglichkeit wenig durch die knöcherne Struktur bestimmt. Auch hier sorgen straffe Bandstrukturen für die Limitierung seiner Beweglichkeit, allerdings trägt dabei eine möglichste gut ausgebildete Strecker- und Beugermuskulatur entscheidend zu Funktion und Beweglichkeit bei. Chronische Überdehnung der Bänder bei Unterlassung einer gezielt trainierten muskulären Stabilisierung führt fast zwangsläufig zu Vorfußdeformitäten wie Hallux valgus.

Um Tanztechnik korrekt ausführen zu können, ist folgendes Bewegungsausmaß nötig:
- Oberes Sprunggelenk: aktiv mindestens 70 Grad in Streckung (Point-Stellung);
- Fußwurzel: aktiv 15 bis 20 Grad in Streckung;
- Großzehengrundgelenk: passiv mindestens 80 Grad in Flexion (Großzehe nach oben).

### Wirbelsäule
Die volle Beweglichkeit der gesamten Wirbelsäule ist Basis für eine Vielzahl von Tanzbewegungen. Jede Bewegung des Beckens setzt sich in der Wirbelsäule fort. Ankommende Bewegungen werden vor allem in der Lendenwirbelsäule kompensiert.
Für einen gesunden Tänzerrücken sind folgende Voraussetzungen wichtig:
- homogene Verteilung der Wirbelsäulenschwingungen;
- normale Krümmung der Lendenwirbelsäule;
- ausgeglichene Beckenbalance (kein erzwungenes Hohlkreuz im „en dehors“);
- gute Beweglichkeit in allen Abschnitten der Wirbelsäule;
- stabile kleine Rückenmuskulatur;
- kräftige tiefe Bauchmuskulatur.

Die kleinen Gelenke zwischen den Wirbeln bestimmen durch ihre knöcherne Struktur die Bewegungsrichtung der einzelnen Wirbelsäulenabschnitte. Sie kann durch Training nicht verändert werden. Das Bewegungsausmaß der einzelnen Bereiche
kann hingegen durch gezieltes Training verbessert werden. Wichtig ist eine homogene Beweglichkeit der gesamten Wirbelsäule. Am besten beurteilt man dies im Stehen.
- In der Seitneigung sollte die gesamte Wirbelsäule einen harmonischen Bogen bilden. Alle Bereiche sollten in diese Bewegung mit einbezogen sein.
- In der Rückbeugung sollte die Bewegung ebenfalls homogen im gesamten Rücken stattfinden. Man achte hier auf eine ggf. verstärkte Rückbeugung in der Lendenwirbelsäule. Auf Dauer könnte sie zu Überlastungen in diesem Bereich führen.

Gleichmäßig bewegliche Wirbelsäulen sind auch bei Vorliegen einer mäßigen Skoliose (Seitverbiegung der Wirbelsäule) für den Tanz geeignet. Bei starken Skoliosen sollte ein tanzmedizinisch geschulter Arzt zur Abklärung befragt werden.